# Joost Broerse
Joost Broerse (De Bilt, 8 maggio 1979) è un ex calciatore olandese, di ruolo difensore.

## Carriera

### Club
Debutta nel calcio con la maglia del Groningen. Nel 2003 passa all'Utrecht, dove rimane fino al 2 gennaio 2008, quando si trasferisce all'APOEL.

### Nazionale
Ha giocato nella nazionale olandese Under-21.

## Palmarès

### Club

#### Competizioni nazionali
- Campionato cipriota: 2

APOEL: 2008-2009, 2010-2011
- Coppa di Cipro: 1

APOEL: 2007-2008
- Supercoppa di Cipro: 2

APOEL: 2008, 2009
- Coppa dei Paesi Bassi: 2

Utrecht: 2003-2004
PEC Zwolle: 2013-2014
- Supercoppa dei Paesi Bassi: 2

Utrecht: 2004
PEC Zwolle: 2014
- Eerste Divisie: 1

PEC Zwolle: 2011-2012